# Izatha psychra
Izatha psychra là một loài bướm đêm thuộc họ Oecophoridae. Nó là loài đặc hữu của New Zealand, ở đó nó is only known from two localities, in Canterbury and the Mackenzie Basin.
Sải cánh dài 20–21 mm đối với con đực. Con trưởng thành bay từ tháng 1 đến tháng 2.